# 西貢戶外康樂中心

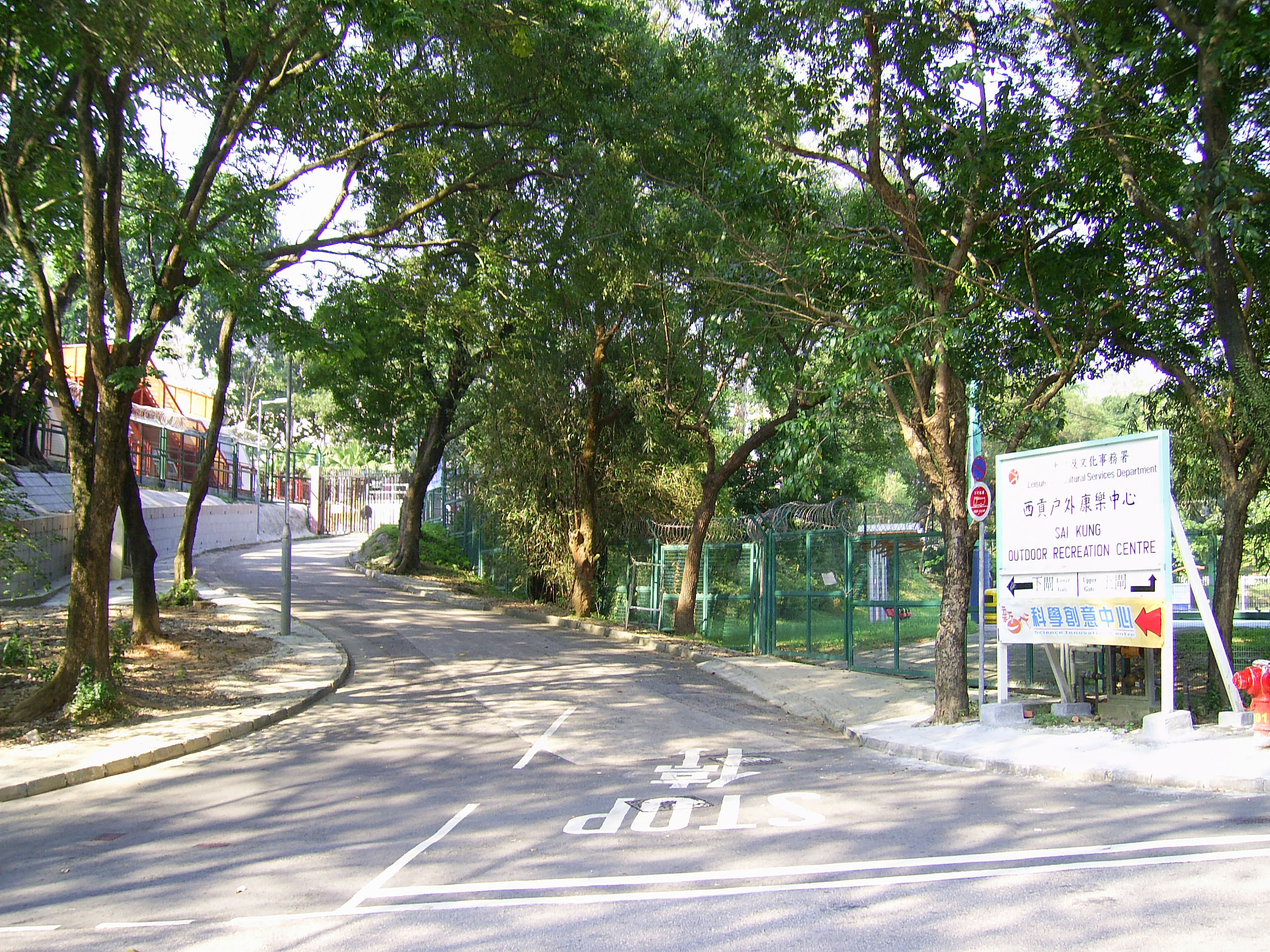
西貢戶外康樂中心入口

西貢戶外康樂中心（英語：Sai Kung Outdoor Recreation Centre）是一個位於香港西貢的度假營，由康樂及文化事務署管理。

## 位置
西貢戶外康樂中心位於西貢對面海區康健路21號，佔地6.45公頃。

## 歷史
西貢戶外康樂中心前身原本為西貢軍營，於1976年關閉，並於1985年移交予區域市政總署（康樂及文化事務署前身）改建為營地。
在2003年沙士影響香港期間，中心曾用作隔離有可能染病的家庭，後來在同年5月16日重新開放供度假人士使用。
2020年2月初，由於香港爆發新冠肺炎，此中心被列作全港第五個隔離營，供密切接觸者及從中國內地回港人士隔離檢查之用，於2022年8月25日重新開放供度假人士使用，同年9月13日，中心重開不足3星期後，再度被列作隔離營，供猴痘密切接觸者及隔離檢查之用。
2022年11月10日，康樂及文化事務署宣布中心於同年11月25日起重新開放供度假人士使用。

## 建築及宿位
西貢戶外康樂中心樓高三層，有合共31個單位，每個單位有8張睡床，可供最多248人同時居住。
另外亦提供日營和黃昏營設施。

## 使用狀況
2006年，康樂及文化事務署管理的四個度假村，包括麥理浩夫人度假村、西貢戶外康樂中心、曹公潭戶外康樂中心和鯉魚門公園及度假村，共有496000人次使用過其宿營及日營服務，而黃昏營則共有超過5萬人次使用。

## 外部連結
- 西貢戶外康樂中心 （页面存档备份，存于）